# Galáxia Anã de Pisces I
Galáxia Anã de Pisces I é um aglomerado de estrelas no halo da Via Láctea, que pode ser uma galáxia anã esferoidal interrompida. Ele está situado na constelação de Peixes e foi descoberto em 2009 por meio de análise dos dados obtidos pelo Sloan Digital Sky Survey. Esta galáxia está localizada a uma distância em torno de 80 kpc do Sol e se move em direção a ele com uma velocidade de cerca de 75 km/s.